# Odense Boldklub
L'Odense Boldklub, abbreviato anche in Odense BK (oppure OB) e chiamato comunemente Odense, è una società calcistica danese con sede nella città di Odense. Millta in Superligaen, la prima serie del campionato danese.
Fondato nel 1887, nella sua storia ha conquistato tre titoli e cinque coppe nazionali.

## Storia
L'Odense Boldklub nasce nel 1887, mentre nel 1889 viene aggiunta la sezione calcistica. La squadra raggiunge la finale nazionale nel campionato 1915-1916, venendo sconfitto 9-3 nella semifinale nazionale dai futuri campioni del B 93.
Dopo la Seconda guerra mondiale, con la riorganizzazione del campionato danese, l'Odense viene inserito nel campionato di terza divisione. Grazie anche all'aiuto di Jørgen Sørensen il club conquista due promozioni consecutive, e nel 1947 torna in massima divisione. Sørensen viene ceduto nel 1949 all'Atalanta, ma la squadra inizia bene gli anni cinquanta, con un buon secondo posto nel campionato 1950-1951 e un terzo posto due anni dopo. L'Odense retrocede al termine del campionato 1954-1955, ma riconquista presto la massima serie, e si classifica terzo nel campionato 1958. Per alcuni anni però, i risultati della squadra saranno altalenanti.
Nel 1974, mentre si trova in seconda divisione, l'Odense raggiunge per la prima volta la finale della coppa nazionale, dove viene però battuto 5-2 dal Vanløse. Due anni dopo, guidato dal nuovo allenatore Richard Møller Nielsen, il club torna a giocare nuovamente in 1. Division: dopo un quinto posto nel 1976, l'Odense conquista il primo titolo nazionale al termine del campionato 1977. Questo grazie anche a Allan Hansen, che a fine stagione viene anche nominato calciatore danese dell'anno, e che diventa capocannoniere del campionato. Un altro giocatore importante è anche John Eriksen, anch'egli capocannoniere per due volte alla fine degli anni settanta. Nella stagione successiva l'Odense partecipa per la prima volta alla Coppa dei Campioni, ma l'esperienza viene conclusa al primo turno: qui la squadra viene eliminata dai campioni bulgari del Lokomotiv Sofia. L'Odense vince nuovamente il titolo nel campionato 1982, mentre l'anno seguente, dopo aver nuovamente concluso la Coppa dei Campioni al primo turno, la squadra conquista la prima coppa nazionale, battendo in finale il B 1901 per 3-0. Nel 1985, dopo più di un decennio passato consecutivamente alla guida della squadra, Richard Møller Nielsen lascia l'Odense.
Nel 1989, con Roald Poulsen in panchina, la squadra diviene per la terza volta campione nazionale. Uno dei giocatori simbolo di quel periodo, e probabilmente di sempre, è il portiere Lars Høgh, vincitore di tutti e tre i titoli nazionali con la squadra, e nominato per cinque volte miglior portiere dell'anno (Det Gyldne Bur) nella sua più che ventennale carriera, tutta passata nell'Odense. Anche nella successiva partecipazione alla Coppa dei Campioni la squadra viene eliminata al primo turno, mentre nel 1991 la squadra conquista la seconda Coppa di Danimarca, battendo in finale l'Aalborg ai calci di rigore, e due anni dopo, sempre contro lo stesso avversario, arriva il terzo trofeo.
L'Odense partecipa alla Coppa UEFA 1994-1995, e per la prima volta riesce a passare il turno in una competizione europea: dopo essere arrivato ai sedicesimi della manifestazione, elimina in questo turno il Kaiserslautern grazie alla regola dei gol fuori casa. I danesi compiono però l'impresa nel turno successivo, quando si trovano di fronte il Real Madrid: la partita di andata giocata in Danimarca vede prevalere gli spagnoli per 3-2, e questo sembra il preludio ad una facile qualificazione per i madrileni. I danesi riescono però in maniera sorprendente a ribaltare il risultato nella partita di ritorno, sconfiggendo gli avversari per 2-0 sul proprio terreno. L'avventura europea finisce però nei quarti di finale, quando l'Odense incontra il Parma, che poi vincerà la Coppa, a cui basta segnare un solo gol nella partita giocata al Tardini per accedere alle semifinali.
Nel 1997 Roald Poulsen lascia la panchina dello Zambia per sedersi nuovamente su quella dell'Odense: uno dei suoi giocatori, Mwape Miti viene tesserato nell'occasione, diventando col tempo un giocatore importante per la squadra. La stagione 1997-1998 si conclude con la retrocessione, anche se la lontananza dalla Superligaen dura un solo anno. All'inizio degli anni duemila milita in squadra Karim Zaza, anch'egli vincitore, per due anni consecutivi, del premio di miglior portiere. Nel 2002 l'Odense vince nuovamente la coppa nazionale, mentre nel 2007 raggiunge la fase a gruppi della Coppa UEFA e finisce ultimo in un girone vinto dal Parma. Alla fine di quella stagione arriva la quinta Coppa di Danimarca, mentre successivamente, nell'UEFA Europa League 2009-2010, è sempre una squadra italiana a sbarrare la strada ai danesi, il Genoa nei playoff. La stagione successiva viene nuovamente eliminato nella fase a gruppi dell'UEFA Europa League, mentre a fine stagione arriva il secondo posto in Superligaen, che permette all'Odense di partecipare alla Champions League 2011-2012: dopo aver eliminato il Panathīnaïkos nel terzo turno preliminare, la squadra viene eliminata nei playoff dal Villarreal, e approda così all'Europa League.

## Palmarès

### Competizioni nazionali
- Campionato danese: 3

1977, 1982, 1989
- Coppa di Danimarca: 5

1982-1983, 1990-1991, 1992-1993, 2001-2002, 2006-2007
- 1. Division: 4

1946-1947, 1956-1957, 1998-1999, 2024-2025

### Competizioni internazionali
- Coppa Piano Karl Rappan: 1

1990

### Altri piazzamenti
- Campionato danese:

Secondo posto: 1950-1951, 1983, 1992-1993, 2008-2009, 2009-2010, 2010-2011
Terzo posto: 1952-1953, 1958, 1980, 1995-1996, 2005-2006
- Coppa di Danimarca:

Finalista: 1974, 2021-2022
Semifinalista: 2001-2002, 2003-2004, 2009-2010, 2018-2019
- Coppa Intertoto UEFA:

Finalista: 2008
- Royal League:

Semifinalista: 2006-2007

## Allenatori
Gli allenatori del club dal 1948 ad oggi sono:
- Denis Charles Neville (1948 – 1950)
- Géza Toldi (1950 – 1954)
- Jørgen Leschly Sørensen (1955 – 1958)
- Kaj Hansen (1958 – 1962)
- Svend Hugger (1962)
- Dragisa Milic (1963)
- Jørgen Leschly Sørensen (1963)
- Richard Møller Nielsen (1964 – 1968)
- Børge Jacobsen (1968)
- Jack Johnson (1970 - 1971)
- Kaj Hansen (1972 – 1974)
- Richard Møller Nielsen (1975 – 1985)
- Walther Richter (1986 – 1987)
- Roald Poulsen (1988 – 1991)
- Kim Brink (1991 – 1995)
- Viggo Jensen (1995 – 1997)
- Roald Poulsen (1997 – 1998)
- Jens Plambech (1998)
- Torben Storm (1999 – 2000)
- Troels Bech (2000 – 2002)
- Uffe Pedersen (2002 – 2004)
- Troels Bech,  Klavs Rasmussen (2004 – 2005)
- Bruce Rioch (2005 – 2007)
- Michael Hemmingsen (2007)
- Lars Olsen (2007 – 2010)
- Uffe Pedersen,  Henrik Clausen (2010)
- Henrik Clausen (2011 – 2012)
- Poul Hansen (2012)
- Troels Bech (2012 – 2014)
- Ove Pedersen (2014 – 2015)
- Kent Nielsen (2015 – 2018)
- Jakob Michelsen (2018 – 2021)
- Michael Hemmingsen (2021)
- Andreas Alm (2021 - 2023)
- Søren Krogh (2023 - 2025)
- Alexander Zorniger (2025 -

## Organico

### Rosa 2023-2024
Aggiornata al 18 ottobre 2023.
| N. |                         | Ruolo | Calciatore               |
| -- | ----------------------- | ----- | ------------------------ |
| 1  | Danimarca (bandiera)    | P     | Martin Hansen            |
| 2  | Thailandia (bandiera)   | D     | Nicholas Mickelson       |
| 3  | Danimarca (bandiera)    | D     | Nicklas Mouritsen        |
| 4  | Danimarca (bandiera)    | D     | Bjørn Paulsen (capitano) |
| 5  | Serbia (bandiera)       | D     | Mihajlo Ivančević        |
| 6  | Danimarca (bandiera)    | D     | Jeppe Tverskov           |
| 7  | Sierra Leone (bandiera) | A     | Mohamed Buya Turay       |
| 8  | Gambia (bandiera)       | D     | Alasana Manneh           |
| 9  | Danimarca (bandiera)    | A     | Bashkim Kadrii           |
| 11 | Danimarca (bandiera)    | C     | Markus Jensen            |
| 13 | Danimarca (bandiera)    | P     | Hans Christian Bernat    |
| 14 | Danimarca (bandiera)    | D     | Gustav Grubbe            |

| N. |                        | Ruolo | Calciatore            |
| -- | ---------------------- | ----- | --------------------- |
| 15 | Danimarca (bandiera)   | A     | Max Fenger            |
| 18 | Danimarca (bandiera)   | C     | Max Ejdum             |
| 19 | Svezia (bandiera)      | C     | Johannes Selvén       |
| 20 | Paesi Bassi (bandiera) | D     | Leeroy Owusu          |
| 21 | Danimarca (bandiera)   | C     | Charly Nouck Horneman |
| 22 | Svezia (bandiera)      | C     | Rami Al Hajj          |
| 23 | Danimarca (bandiera)   | D     | Aske Adelgaard        |
| 25 | Svezia (bandiera)      | D     | Filip Helander        |
| 27 | Danimarca (bandiera)   | P     | Magnus Nielsen        |
| 28 | Danimarca (bandiera)   | D     | Tobias Slotsager      |
| 29 | Gambia (bandiera)      | D     | James Gomez           |
| 30 | Haiti (bandiera)       | C     | Louicius Don Deedson  |